# محمد ناصرالدین البانی

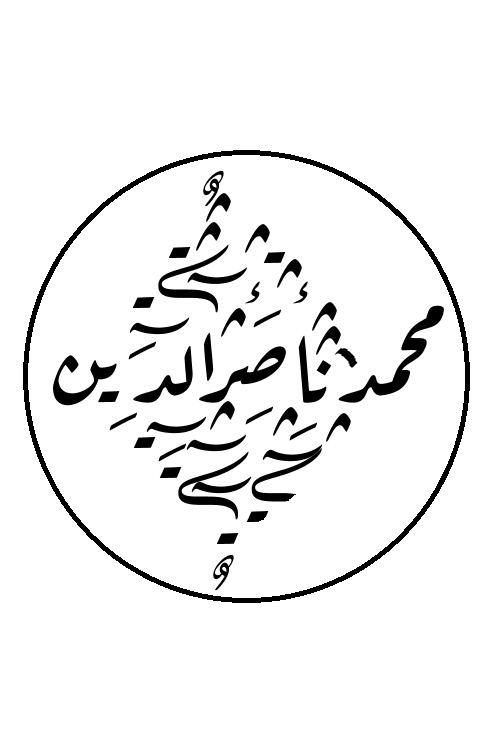
نشان محمد ناصر الدین البانی

محمد ناصر الدین البانی (۱۹۹۹–۱۹۱۴) یکی از عالمان سلفی در قرن بیستم بود که در زمینه‌های فقه و حدیث تخصص داشت. او نویسنده‌ای پرکار و سخنوری فعال بود.

## زندگی‌نامه

### کودکی
در سال ۱۳۳۳هـ. ق مطابق با ۱۹۱۴م در شهر اشکودر پایتخت حکومت آلبانی در خانواده‌ای فقیر، متدین و اهل علم دیده به جهان گشود.
پدرش «نوح نجاتی» بعد از اینکه دروس دینی را در مدارس دینی آستانه قدیم استانبول امروزی، پایتخت دولت عثمانی فرا گرفت، برای خدمت دین و آموزش مردم به سرزمینش آلبانی برگشت، و مردم برای یادگرفتن امور شرعی به وی مراجعه می‌کردند.

### مهاجرت به سوریه
دیری نگذشت که حکومت آلبانی را فردی لائیک به نام احمد زوغو بدست گرفت، و مسلمانان تحت فشار شدیدی قرار گرفتند، او کشف حجاب و پوشیدن لباسهای غربی را اجباری نمود، همین مسئله باعث شد تا پدر شیخ و گروهی از مردم برای حفظ دین و ایمان و آینده فرزندان خود به فکر هجرت بیفتند؛ و شهر دمشق را که در سرزمین شام قرار دارد انتخاب نمودند.

### تحصیلات
محمد ناصر الدین کودکی ۹ ساله بود که همراه پدرش به شام هجرت کرد؛ و برای اولین بار به مدرسه ابتدائی «اسعاف خیری» در دمشق پا گذاشت، و پدرش پس از پایان دوره ابتدائی وی را از مدرسه بیرون نمود، و خودش به آموزشوی همت گماشت، و قرآن، تجوید، نحو و صرف و فقه مذهب حنفی به وی آموخت.
همچنین محمد ناصر الدین بعضی از علوم دینی و عربی را نزد بعضی از دوستان پدرش مثل شیخ «سعید برهانی» فرا گرفت، و از شیخ «راغب طباخ» اجازه روایت حدیث دریافت کرد.
البانی در بیست سالگی پس از مطالعه مجله «المنار» شیخ رشید رضا، بسوی علم حدیث روی آورد. خود البانی می‌گوید: روزی در یکی از کتابفروشیها یک شماره از مجله «المنار» را دیدم، که در آن سید رشید رضا، دربارهٔ کتاب احیاء علوم الدین اثر غزالی، و خوبی‌ها و اشکالاتی که در این کتاب وجود دارد بحثی علمی نموده بود، من برای اولین بار چنین نقد علمی را می‌دیدم، همین مسئله باعث شد تا تمام مجله را بخوانم، و آنگاه تخریج حافظ «عراقی» را بر کتاب «احیاء علوم» مطالعه و بررسی کنم، و چون خریدن پول کتاب را نداشتم آن را به عاریت گرفتم و خواندم، وقتی که آن تخریج دقیق را دیدم، تصمیم گرفتم از آن کتاب نسخه برداری کنم، و گمان می‌کنم این کوشش و تلاشی که در این راه صرف نمودم مرا تشویق کرد، و به ادامه این کار علاقه‌مند ساخت.
البانی اولین کار علمی خود را بر کتاب حافظ «عراقی» (المغنی عن حمل الأسفار، تخریج إحیاء علوم) آغاز نمود؛ و بعدها می‌گفت: «از لطف و مرحمت خداوند در این کتاب فوایدی بسیار پیدا کردم.
وی حرفه ساعت‌سازی را از پدر آموخت و در این فن استادی ماهر گردید، و از این راه امرار معاش می‌نمود.
البانی می‌گفت: «نعمت‌های خداوند بر من بیشمار است، شاید مهمترین آن‌ها دو تا باشد: هجرت پدرم به شام و آموزش حرفه ساعت‌سازی به من».
البانی چون کتاب‌های مورد احتیاج خود را نمی‌توانست خریداری نماید، و نیز در میان کتاب‌های پدرش یافت نمی‌شد، به بزرگترین کتابخانة شام یعنی «کتابخانه ظاهریه» روی آورد، در آن کتابخانه علاوه از کتاب‌های چاپی هزاران جلد از نسخه‌های خطی و نادر وجود داشت؛ و البانی روزانه شش تا هفت ساعت برای مطالعه و نسخه برداری در آنجا می‌نشست و مشغول مطالعه و جستجو می‌شد. نتیجه این مطالعات و تحقیقات در تألیفات البانی در فهرست نمودن کتاب‌های حدیث که برای کتابخانة ظاهریه تهیه نموده آشکار است.

### آغاز سلفی گری
البانی راه و روش سلفی را انتخاب نمود، و با صوفی‌گری به مبارزه برخاست و با پیروان آن‌ها جدال و مناقشه نمود.
البانی با برگزار کردن جلسه‌های علمی در مساجد و منازل، و همچنین مسافرت به شهرهای دیگر مانند حلب، لاذقیه، حمص، حماه، وغیره، مردم را به روش سلفیون دعوت کرد.
دعوت محمد البانی تنها به داخل کشور سوریه محدود نمی‌شد بلکه به کشورهای هم جوار و همسایه آن مانند اردن و لبنان نیز تأثیر گذاشت.
البانی در دانشگاه اسلامی مدینه:
البانی برای تدریس و استادی کرسی حدیث در دانشگاه اسلامی مدینه فراخوانده شد و مدت ۳ سال در آن شهر تدریس نمود.

### به زندان افتادن
البانی بیشتر از شش ماه به زندان افتاد، و او قبل از این هم در سال ۱۹۶۷م به مدت یک ماه زندانی شده بود.
البانی در زندان «صحیح مسلم» را مختصر نمود، قابل ذکر است که این غیر از آن مختصری است که امام منذری انجام داد، که شیخ آن را نیز تحقیق نموده‌است.
البانی در زندان برای زندانیها تبلیغ می‌کرد و نماز جمعه و جماعت بر پا می‌نمود.

### مهاجرت دوباره
البانی، اندکی بعد از آزادی از زندان سوریه به اردن هجرت کرد، و بعد دوباره به سوریه برگشت، و از آنجا به بیروت، سپس به امارات، و در نهایت به اردن رفت و در شهر «عَمَّان» پایتخت اردن مسکن گزید.

### آثار
البانی کتاب‌های بسیاری را تحقیق و تخریج نموده، و کتاب‌های متعددی نیز تألیف نموده است، و بیشتر کتاب‌های او تا بحال چاپ نشده‌است، حدود چهل کتاب تا بحال چاپ گردیده‌است.
در سال ۱۹۹۹ میلادی جایزه بین‌المللی ملک فیصل بخاطر خدمات وی دربارهٔ کتاب‌های حدیث و سنت پیغمبر اکرم به وی تعلق گرفت.
برخی از کتاب‌های البانی عبارتند از:
۱ـ صلاه العیدین، ۲ـ مناسک الحج، ۳ـ فهرس مسند الإمام أحمد، ۴ ـنقد نصوص حدیثیة فی الثقافة الإسلامیة، ۵ ـ الحدیث حجة بنفسهفی العقائد والأحکام، ۶ ـ منزلة السنة فی الإسلام، ۷ ـ سلسلة الأحادیث الصحیحة فی الإسلام، ۸ ـ سلسلة الأحادیث الضعیفة، ۹ ـ خطبة الحاجة، ۱۰ ـ صفة صلاة النبی ص، إرواء الغلیل، ۱۱ـ تمام المنَّة فی التعلیق علی فقه السنَّة، ۱۳ ـ ظلال الجنَّة، ۱۴ ـ نیل المرام، ۱۵ ـ صحیح الجامع الصغیر وزیادته، ۱۶ ـ نصب المجانیق.

### شاگردان
معروفترین شاگردان او عبارتند از:
۱ ـ حمدی عبدالمجید.
۲ ـ عبدالرحمن عبدالخالق.
۳ ـ دکتر عمر سلیمان الأشقر.
۴ ـ خیرالدین وائلی.
۵ ـ محمد عید عباسی.
۶ ـ محمد ابراهیم شقره.
۷ ـ عبدالرحمن عبدالصمد.
۸ ـ مقبل بن هادی الوادعی.
۹ ـ زهیر الشاویش.
۱۰ ـ علی خشان.
۱۱ ـ محمد جمیل زینو.
۱۲ ـ علی حسن عبدالحمید.
۱۳ ـ أبو إسحاق الحوینی.
۱۴ ـ محمد إبراهیم الشیبانی.
۱۵ ـ دکتر عاصم القریوتی.

### مرگ
البانی در اواخر عمرش دچار بیماری‌های سختی شد بحدّی که در روز وفات وزنش کمتر از ۳۰ کیلوگرم شده بود، ولی با این وجود عقل و حافظه و ذهنش سالم بود و کسانی که به عیادتش می‌آمدند برخی را با نام و برخی دیگر را با شکل و قیافه می‌شناخت. در ایام بیماری هرگاه احساس می‌کرد که کمی حالش بهتر است به بحث و جستجو و مطالعه مشغول می‌شد و اگر توانایی نداشت به یکی از فرزندان یا کسانی که اطراف او بودند دستور می‌داد که فلان کتاب را بیاورید و برایم بخوانید.
و نهایتاً البانی قبل از غروب آفتاب روز شنبه ۲۲ جمادی‌الاول ۱۴۲۰ مطابق با ۲ اکتبر ۱۹۹۹ در سن ۸۵ سالگی درگذشت.